# Thập niên 1750
Thập niên 1750 là thập niên diễn ra từ năm 1750 đến 1759.